# Csipkerózsika (balett)
A Csipkerózsika Pjotr Iljics Csajkovszkij második balettje. A történet alapját Charles Perrault azonos című meséje képezi. A mű első koreográfiáját Marius Petipa tervezte. A mű ősbemutatója 1890. január 15-én volt a szentpétervári Mariinszkij Színházban; a hercegnőt Carlotta Brianzi alakította. A Magyar Állami Operaházban először 1967. május 14-én, Pjotr Guszev rendezésében, majd 1991. április 6-án még mindig Petipa koreográfiája alapján, Róna Viktor rendezésében mutatták be.

## A mű keletkezésének története
A hattyúk tava 1877-es, kedvezőtlen körülmények között lezajlott moszkvai bemutatója után több mint tíz évvel kezdődött csak el Marius Petipa és Csajkovszkij együttműködése. Az ekkor már balettfejedelemmé kikiáltott francia származású Petipa pontosan előírta a kívánt zene jellegét, tempóját, ritmusát és terjedelmét is. A balett létrejöttét politikai események is befolyásolták. 1881-ben trónra került III. Sándor, akinek uralkodása alatt feltámadt a XIV. Lajos francia király versailles-i udvarára jellemző pompa és ragyogás utáni nosztalgia. A Cári Színházak élére Ivan Vszevolozsszkij került a korábbiaknál nívósabb balettelőadásokkal kívánta szórakoztatni a cári udvart és az előkelő pétervári közönséget. Tőle származik a versailles-i pompájú mesebalett-előadások gondolata. Eredetileg azt a célt szolgálták, hogy felidézzék a Napkirály korát. Ezért választotta ki Vszevolozsszkij a francia meseíró, Charles Perrault La Belle au bois dormant (Csipkerózsika) című tündérmeséjét, és írta meg belőle a balett szövegkönyvét. Díszleteit és jelmezeit is ő maga tervezte, a zene megkomponálására pedig Csajkovszkijt kérte fel. Vszevolozsszkij 1888 augusztusában azzal adta át a Csipkerózsika szövegkönyvét Petipának, hogy Csajkovszkij számára készítsen belőle balettprogramot. Petipa 1889. július 5-re elkészült az ötfelvonásos balett kompozíciós tervével, de közben az elkészült részeket nyomban továbbadta Csajkovszkijnak. A bemutatóra fél évvel később, a szentpétervári Mariinszkij Színházban került sor.

## Szereplők
- Király
- Királyné
- Aurora hercegnő
- Catalabutte, ceremóniamester
- Désiré herceg
- Orgonatündér
- Carabosse, gonosz tündér
- tündérek: Candide, Farine, Miette, Canary, Violente
- vőlegények
- Florine hercegnő
- A Kékmadár
- ékkövek: gyémánt, zafír, arany, ezüst
- Három ivanuska
- Cica
- Csizmás Kandúr
- Piroska és a farkas
- szörnyek
- Az Orgonatündér kísérete, udvarhölgyek, udvaroncok, dadák, nereidák
- Hamupipőke
- Herceg

## Cselekménye

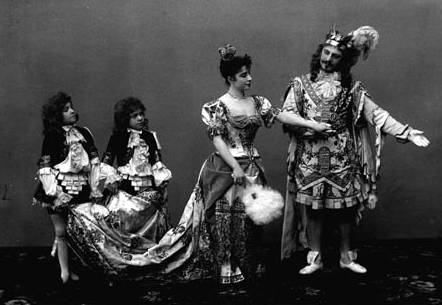
A mű ősbemutatóján Carlotta Brianzi a herceget alakító Paul Gerdttel

### Előjáték
Catalabutte, a királyi udvar ceremóniamestere az Aurora hercegnő keresztelőjére meghívott vendégek listáját nézi át, majd küldi szét a meghívókat egy apróddal. A keresztelőre készül a jóságos Orgonatündér és a gonosz Carabosse is, de ő nem kap meghívót. A vendégsereg lassan bevonul és megérkezik a boldog királyi pár is a dadákkal, akik a kis hercegnőt dédelgetik. Érkeznek a meghívott tündérek is kíséretükkel, kis apródok párnán nyújtják át ajándékaikat. Nyolc tündér a keringő hangjaira egy szép csoporttáncot mutat be, miközben a távolban a vendéglistáról lefelejtett, s ezáltal vérig sértett Carabosse a szörnyeivel bosszút forral. A meghívott tündérek most egyenként ajándékozzák meg a kis Aurorát különböző jó tulajdonságokkal: legyen tiszta és szép – mondja a barackszínbe öltözött Candide, illatos, mint a gyöngyvirág – kívánja a világoszöldben táncoló Farine, oly derűs, mint a búzavirág - táncolja a kék tütüben Miette. Csodás hanggal ajándékozza meg a sárga Canary, egészséggel a vörösben táncoló Violente és minden egyéb jóval az Orgonatündér halmozza el a kis hercegnőt. Az ünnepség a tündérek és kísérőik közös táncával folytatódik, amikor váratlanul befut Catalabutte, aki ekkor döbbent rá, hogy végzetes hiba történt: kimaradt a vendégek listájáról Carabosse. A következő pillanatban már be is ront a kíséretével a gonosz tündér. Megátkozza a kis hercegnőt, majd megjósolja, hogy tizenhat éves korában egy orsóval megszúrja a kezét és meghal. Átka és bosszúja örömére Carabosse a szörnyeivel mámoros táncot jár, ám ekkor előlép az Orgonatündér és varázserejével megváltoztatja az átkos jóslatot, úgy, hogy Aurora nem hal majd meg, csak elalszik, és száz év múlva eljön érte egy királyfi, aki szerelmes csókjával felébreszti. Carabosse – mivel nem lehet teljes az átka – dühösen elviharzik, az ünnepség pedig véget ér.

### Első felvonás
A hercegnő tizenhatodik születésnapját ünneplik a királyi palotában. A vendégek üdvözlése után felvonul a világ különböző tájairól érkezett négy vőlegény, akikkel Aurora egy-egy táncot jár. A hercegnő ismerkedik az ifjakkal, akik egy-egy fehér rózsával ajándékozzák meg. A dada öltözetében  megjelenik Carabosse, és átnyújt a hercegnőnek egy orsót, amellyel a tánc közben – a jóslatnak megfelelően – megszúrja az ujját, és összeesik. Mindenki Aurora köré gyűlik, Carabosse pedig diadalmámorban tépi le magáról az álruhát, és örül sikeres bosszújának. A vőlegények karddal támadnak rá, de ő varázsereje révén sebezhetetlen. Ekkor megjelenik a színen az Orgonatündér, akinek a jó varázsereje előtt végül meghajlik Carabosse, és elviharzik szörnyeivel együtt. Az Orgonatündér megnyugtatja a királyi párt: a hercegnő csak alszik, és száz év múlva jön egy királyfi, aki majd szerelmes csókjával feloldja a varázslatot. A négy vőlegény egy rózsabokorra fekteti a hercegkisasszonyt, majd az Orgonatündér varázspálcájának intésére mindenki szemére álom száll.

### Második felvonás

#### Első kép
Száz évvel később – a vadrózsával befutott és alvó királyi palota közelében lévő erdőbe – Désiré herceg érkezik előkelő udvari társasággal. Vadászat közben pihenőt tartanak, de a herceg nem sokáig tart velük, egyedül szeretne maradni. Miután a vadászok távoznak, megjelenik az Orgonatündér. Varázspálcájával a királyfi elé idézi az alvó Csipkerózsika, azaz a hercegnő képét, aki iránt a herceg szíve azonnal szerelemre lobban.

#### Második kép
Az Orgonatündér nemcsak megmutatja a hercegnek Aurorát, de segít is elvezetni hozzá. A hercegnek tizenhat nereida mutatja az utat. Megjelenik Carabosse is, és megpróbálja eltéríteni a herceget. De hiába hálózza be, és csókolja meg a herceget, az legyőzi a kísértést – erősebb a szerelme a látomásban megismert Csipkerózsika iránt –, s így Carabosse-nak meg kell hátrálnia. Désiré eljut az alvó hercegkisasszonyhoz, akit megcsókol, és ezáltal megszűnik az átok. Csipkerózsika felébred százéves álmából és viszontszerelemre lobban a herceg iránt. A gonosz varázslat megszűntével a királyi udvar is felébred hosszú álmából.

#### Harmadik kép
A királyi palota dísztermében esküvőre készülnek. A ceremóniamester üdvözli és irányítja a bevonuló vendégeket, meg a királyi családot, majd megjelenik az Orgonatündér is. Ezután kezdetét veszi egy divertissement, amelyben megmutatkoznak az ékkövek, a cica és a csizmás kandúr, majd a boldogság Kékmadara és Florine hercegnő. Az esküvő fénypontja Aurora és Désiré tánca. Az ünnepséget nagy finálé zárja. Minden szereplő újra bevonul, s egy mazurka hangjaira örömtáncot járnak, majd felemelik, és megáldják az ifjú párt.

## Hangszerelés
- Vonósok: I. hegedű, II. hegedű, brácsa, cselló, nagybőgő
- Fafúvósok: 2 fuvola, piccolo, 2 oboa,  angolkürt, 2 klarinét, 2 fagott
- Rézfúvók: 4 kürt, 2 kornett, 2 trombita, 3 harsona, tuba
- Ütősök: triangulum, tamburin, timpani, cimbalom, pergődob, dob, harangjáték, tam-tam
- Egyéb: 2 hárfa, zongora